# Ilajanjärvi
Ilajanjärvi är en sjö i Finland. Den ligger i kommunen Ilomants i landskapet Norra Karelen, i den östra delen av landet, 400 km nordost om huvudstaden Helsingfors. Ilajanjärvi ligger 152,1 meter över havet. Den är 12,6 meter djup. Arean är 8,2 kvadratkilometer och strandlinjen är 25,65 kilometer lång. Sjön  ingår i Vuoksens huvudavrinningsområde.   Den sträcker sig 5,6 kilometer i nord-sydlig riktning, och 5,7 kilometer i öst-västlig riktning. Till sjön räknas även Ilajanlampi, som är en avskiljd sjödel i norr. I sjön finns några öar, den största är Ritoniemi.